# Universitat de Syracuse
La Universitat de Syracuse (Syracuse University, SU, en anglès) és una universitat privada de recerca localitzada a Syracuse (Nova York). La universitat és dins d'un campus, amb una barreja eclèctica d'edificis. En el centre del campus es troba un quadrat gegant de gespa, amb escultures d'artistes de renom. El 2014 tenia 21.267 estudiatns. Dins de la universitat hi ha un hotel Sheraton, un camp de golf, i un centre de convencions de 121.000 m². La Universitat és famosa pels seus postgraus en relacions públiques, comunicació, escriptura creativa, arquitectura, geografia i economia. Es va inaugurar oficialment el 1870, tot i que la seva història comença el 1832, quan va ser fundada per un seminari de metodistes.